# Guevulot
Guevulot (en hebreo: גְּבוּלוֹת‎) es un kibutz en el suroeste de Israel, en el noroeste del desierto del Néguev, siendo dependiente del Concejo Regional Eshkol. En 2021 tenía una población de 399 habitantes. Está situado a 122 metros sobre el nivel del mar.

## Historia
El pueblo fue fundado en terrenos propiedad del Fondo Nacional Judío (FNJ) el 12 de mayo de 1943 por inmigrantes de Rumanía y Turquía, que eran miembros del grupo "Kibbutz Eretz Israel Gimel" de Hashomer Hatzair, con ayuda financiera de Keren Hayesod. Inicialmente llamado Mitzpe Guevulot (en hebreo: מִצְפֶּה גְּבוּלוֹת, lit. "Mirador de las fronteras"), fue el primero de los tres miradores, siendo los otros Beit Eshel y Revivim. Fue el segundo asentamiento judío moderno en el Néguev y el primero en la zona de Gaza. Su objetivo era vigilar las tierras del JNF, así como investigar el suelo y el clima de la región y evaluar su idoneidad para la agricultura.
Fue reconocido como kibutz en 1946. Antes de la guerra árabe-israelí de 1948 estaba dividido en dos: un pequeño grupo de familias en su ubicación de posguerra y el resto en la base militar cercana. Durante la guerra, la base sirvió a la 8ª Brigada. Después, en 1949, todos los residentes se trasladaron a la ubicación actual de Guevulot, a 1,5 km al sur de la base.